# Gregg Henry
Gregg Lee Henry (sinh ngày 6/5/1952) là nam diễn viên, ca sĩ người Mỹ. Henry từng tham gia hơn 75 phim truyền hình, bao gồm The Riches, Firefly, Gilmore Girls, 24, Airwolf, Murder, She Wrote, Matlock, L.A. Law, Falcon Crest, Moonlighting, Magnum, P.I., Rich Man, Poor Man Book II, The Mentalist, Castle, Glee, Burn Notice và Breakout Kings. trong đó có 24, CSI: Crime Scene Investigation, Glee.

## Thời thơ ấu
Henry sinh ở Lakewood, Colorado.

## Đời tư
Henry kết hôn với đạo diễn người Mỹ Lisa James; họ sinh sống ở Los Angeles.